# Stephen A. Benton

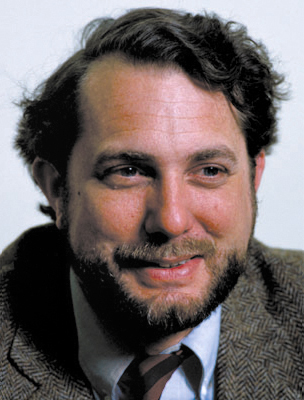
Stephen A. Benton

Stephen A. Benton (* 1. Dezember 1941 in San Francisco, Kalifornien; † 9. November 2003 in Massachusetts) war ein amerikanischer Physiker. Er wuchs auf in Santa Barbara, Kalifornien. Sein Interesse an Optik und 3D-Techniken erwachte im Alter von 11 Jahren, als er zum ersten Mal eine 3D-Brille aufsetzte und den Film The House of Wax ansah.
Er machte sein Examen B.S. (Bachelor of Science) im Jahr 1963 am Massachusetts Institute of Technology (MIT) als Elektronik-Ingenieur und arbeitete dort mit dem Stroboskop-Pionier Harold „Doc“ Edgerton im „Strobe Lab“. 1964 erhielt er den M.S. (Master of Science) in Engineering sowie 1968 den Titel Ph. D. (Doctor of Philosophy in Applied Physics) der Harvard University.
Benton entwickelte 1968 die Technik zur Produktion von Weißlicht-Regenbogenhologrammen, welche erstmals die Massenfertigung von Prägehologrammen ermöglichte. Das Regenbogenhologramm bezeichnet man daher auch als „Benton-Hologramm“.
Benton war bis 1973 Dozent an der Harvard University, dann arbeitete er bis 1982 bei der Polaroid Corp. in Edwin Lands „Vision Research Laboratory“.
1982 gründete er die Spatial Imaging Group und 1984 das MIT Media Lab. Benton war Mitbegründer des MIT-Programms der „Media Arts & Science“ zwischen 1987 und 1994, Vorstandsmitglied des Museums of Holography in New York sowie ab 1990 im Vorstand der International Society of Optical Engineering (SPIE).
1996 wurde er Direktor des Center for Advanced Visual Studies (CAVS) am MIT, 1999 Vizepräsident der Society for Imaging Science & Technology.
Benton bezeichnete die Holographie einmal als wahre interdisziplinäre Sektion von Kunst, Wissenschaft und Technologie und gilt als einer der weltweit führenden Pioniere der Holographie. Stephen A. Benton verstarb am 9. November 2003 im Massachusetts General Hospital im Alter von 61 Jahren.